# 1157 год
1157 (ты́сяча сто пятьдеся́т седьмо́й) год  по юлианскому календарю — невисокосный год, начинающийся во вторник. Это 1157 год нашей эры, 7‑й год 6‑го десятилетия XII века 2‑го тысячелетия, 8‑й год 1150‑х годов. Он закончился 868 лет назад.
| Пн | Вт | Ср | Чт | Пт | Сб | Вс |
|    | 1  | 2  | 3  | 4  | 5  | 6  |
| 7  | 8  | 9  | 10 | 11 | 12 | 13 |
| 14 | 15 | 16 | 17 | 18 | 19 | 20 |
| 21 | 22 | 23 | 24 | 25 | 26 | 27 |
| 28 | 29 | 30 | 31 |    |    |    |

| Пн | Вт | Ср | Чт | Пт | Сб | Вс |
|    |    |    |    | 1  | 2  | 3  |
| 4  | 5  | 6  | 7  | 8  | 9  | 10 |
| 11 | 12 | 13 | 14 | 15 | 16 | 17 |
| 18 | 19 | 20 | 21 | 22 | 23 | 24 |
| 25 | 26 | 27 | 28 |    |    |    |

| Пн | Вт | Ср | Чт | Пт | Сб | Вс |
|    |    |    |    | 1  | 2  | 3  |
| 4  | 5  | 6  | 7  | 8  | 9  | 10 |
| 11 | 12 | 13 | 14 | 15 | 16 | 17 |
| 18 | 19 | 20 | 21 | 22 | 23 | 24 |
| 25 | 26 | 27 | 28 | 29 | 30 | 31 |

| Пн | Вт | Ср | Чт | Пт | Сб | Вс |
| 1  | 2  | 3  | 4  | 5  | 6  | 7  |
| 8  | 9  | 10 | 11 | 12 | 13 | 14 |
| 15 | 16 | 17 | 18 | 19 | 20 | 21 |
| 22 | 23 | 24 | 25 | 26 | 27 | 28 |
| 29 | 30 |    |    |    |    |    |

| Пн | Вт | Ср | Чт | Пт | Сб | Вс |
|    |    | 1  | 2  | 3  | 4  | 5  |
| 6  | 7  | 8  | 9  | 10 | 11 | 12 |
| 13 | 14 | 15 | 16 | 17 | 18 | 19 |
| 20 | 21 | 22 | 23 | 24 | 25 | 26 |
| 27 | 28 | 29 | 30 | 31 |    |    |

| Пн | Вт | Ср | Чт | Пт | Сб | Вс |
|    |    |    |    |    | 1  | 2  |
| 3  | 4  | 5  | 6  | 7  | 8  | 9  |
| 10 | 11 | 12 | 13 | 14 | 15 | 16 |
| 17 | 18 | 19 | 20 | 21 | 22 | 23 |
| 24 | 25 | 26 | 27 | 28 | 29 | 30 |

| Пн | Вт | Ср | Чт | Пт | Сб | Вс |
| 1  | 2  | 3  | 4  | 5  | 6  | 7  |
| 8  | 9  | 10 | 11 | 12 | 13 | 14 |
| 15 | 16 | 17 | 18 | 19 | 20 | 21 |
| 22 | 23 | 24 | 25 | 26 | 27 | 28 |
| 29 | 30 | 31 |    |    |    |    |

| Пн | Вт | Ср | Чт | Пт | Сб | Вс |
|    |    |    | 1  | 2  | 3  | 4  |
| 5  | 6  | 7  | 8  | 9  | 10 | 11 |
| 12 | 13 | 14 | 15 | 16 | 17 | 18 |
| 19 | 20 | 21 | 22 | 23 | 24 | 25 |
| 26 | 27 | 28 | 29 | 30 | 31 |    |

| Пн | Вт | Ср | Чт | Пт | Сб | Вс |
|    |    |    |    |    |    | 1  |
| 2  | 3  | 4  | 5  | 6  | 7  | 8  |
| 9  | 10 | 11 | 12 | 13 | 14 | 15 |
| 16 | 17 | 18 | 19 | 20 | 21 | 22 |
| 23 | 24 | 25 | 26 | 27 | 28 | 29 |
| 30 |    |    |    |    |    |    |

| Пн | Вт | Ср | Чт | Пт | Сб | Вс |
|    | 1  | 2  | 3  | 4  | 5  | 6  |
| 7  | 8  | 9  | 10 | 11 | 12 | 13 |
| 14 | 15 | 16 | 17 | 18 | 19 | 20 |
| 21 | 22 | 23 | 24 | 25 | 26 | 27 |
| 28 | 29 | 30 | 31 |    |    |    |

| Пн | Вт | Ср | Чт | Пт | Сб | Вс |
|    |    |    |    | 1  | 2  | 3  |
| 4  | 5  | 6  | 7  | 8  | 9  | 10 |
| 11 | 12 | 13 | 14 | 15 | 16 | 17 |
| 18 | 19 | 20 | 21 | 22 | 23 | 24 |
| 25 | 26 | 27 | 28 | 29 | 30 |    |

| Пн | Вт | Ср | Чт | Пт | Сб | Вс |
|    |    |    |    |    |    | 1  |
| 2  | 3  | 4  | 5  | 6  | 7  | 8  |
| 9  | 10 | 11 | 12 | 13 | 14 | 15 |
| 16 | 17 | 18 | 19 | 20 | 21 | 22 |
| 23 | 24 | 25 | 26 | 27 | 28 | 29 |
| 30 | 31 |    |    |    |    |    |

## События

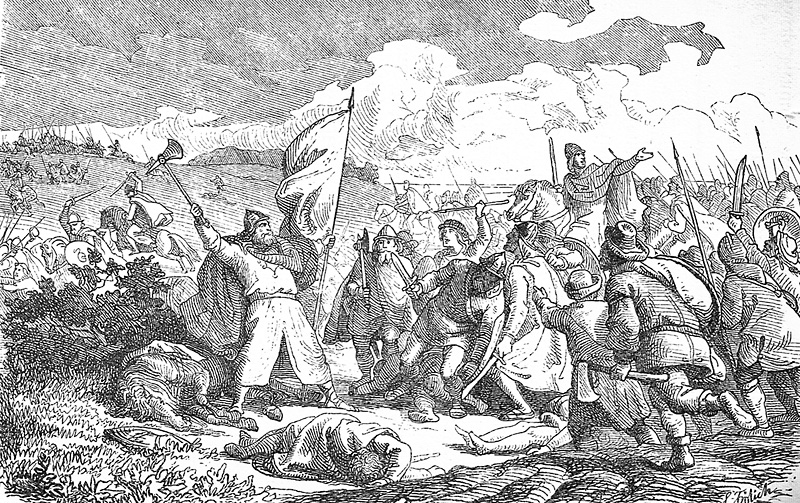
Битва на пустыре Грате (Дания) 23 октября 1157 года, в которой Вальдемар I Великий победил Свена III

- 1157—1159 — Крестовый поход Тьерри Эльзасского в Северную Сирию[1].
- 12 января—16 марта — Халиф Аль-Муктафи успешно защищает Багдад от коалиционных сил султана Мухаммада из Хамадана и атабека Кутбадина из Мосула.
- 3 апреля — сильное землетрясение в Сирии. С севера региона поступают сообщения о последствиях катаклизма в городах Шейзар, Хама, Кафр-Таб, Афамия и их окрестностях, вплоть до некоторых мест в провинции Алеппо.
- 26 апреля — сражение у Банияса. Христианская армия разбита Нусрат ад-Дин Амир Мираном, братом Нур ад-Дин Махмуда.
- 22 мая — Нур ад-Дин Махмуд захватывает Банияс. Осаждённый гарнизон укрывается в цитадели.
- 12—20 июня — франки прорывают блокаду цитадели Банияса. На помощь осаждённым прибывает сильное подкрепление, но так как укрепления города были полностью разрушены, христиане покидают его.
- Июнь — битва у озера Хула. Сражение между армией крестоносцев под командованием Балдуина III Иерусалимского и войсками сирийского атабека Нур ад-Дина Махмуда ибн Занги[2].
- Июнь — шотландский король Малькольм IV приносит Генриху II клятву верности в Честере. Нортумберленд и Камберленд вернулись под власть английского короля.
- 4 и 14 июля — происходит несколько толчков землетрясения в Сирии. С севера сообщалось, что эти толчки ощущались в Алеппо и в Химсе.
- Октябрь — сейм в Безансоне. Начало борьбы Адриана IV с Фридрихом I.
- 23 октября — битва на пустыре Грате: гражданская война в Дании заканчивается смертью короля Свейна III. Вальдемар I становится королём всей Дании и восстанавливает страну.
- Военная кампания Генриха II в Уэльсе.
- Битва при Эвлое — Генрих II побеждён Оуайном Гвинедом.
- На Реймском соборе решено пытать еретиков раскалённым железом.
- Шведы организовывают крестовый поход в Финляндию.
- Удачная экспедиция Фридриха I на восток, её итог — Болеслав IV Польский приносит ему присягу на верность.
- Сент-Омэр покупает права на участие в ярмарках Лилля, Мессины и Ипра.
- Цистерцианцами основано аббатство Бельмон к югу от Триполи.
- Балдуин III Иерусалимский женился на племяннице Мануила — Феодоре.
- На Рейнском соборе за альбигойцами утверждено наименование манихеев.
- Образование ордена Калатравы в Кастилии.
- Леон вновь отделяется от Кастилии.
- Взятие Альмохадами Альмерии (у кастильцев).
- Маркграф Альбрехт Медведь захватывает Бранибор. Поход императора Фридриха I на Польшу. В походе участвует Генрих Лев.
- Крах попытки ромеев овладеть Брундизием.
- Франки захватывают Шейзар, воспользовавшись всеобщей смутой, вызванной землетрясением и тяжёлой болезнью Нур аль-Дина.
- После смерти Сельджукида Ахмада Санджара в Хорасане началось доминирование Хорезмшахов.
- Продолжатель Оттона Фрейзингенского Рагевин (ум. 1177) упоминает о нападениях на Польшу с севера рутенов.
- Саксон Грамматик сообщает, что датский король напал на Шлезвиг и ограбил русские суда.

## Русь
Правление: 1155—1157 — Юрий Владимирович Долгорукий и 1157—1159 — Изяслав Давыдович

### Правление Юрия Долгорукова
- Начало года — Юрий Владимирович Долгорукий и Ярослав Владимирович Осмомысл предприняли неудавшуюся попытку посадить на княжение во Владимире-Волынском князя Владимира Андреевича, но Мстислав Изяславич выдержал осаду, после чего Владимир Андреевич получил Дорогобуж и Погорынье с Пересопницей[3][4].
- Юрий Долгорукий по просьбе галицкого князя Ярослава Владимировича Осмомысла согласился выдать ему князя Ивана Ростиславича, но заступничество киевского митрополита Константина I спасло Ивана Ростиславича от неминуемой расправы. Юрий Долгорукий решил отправить его в Суздаль, однако по пути его захватили люди черниговского князя Изяслава Давыдовича[5].
- Весна — против князя Юрия Долгорукова сложилась коалиция, движущими силами которой стали черниговский князь Изяслав Давыдович, смоленский князь Ростислав Мстиславич, владимиро-волынский князь Мстислав Изяславич[3].
- Март — новгородцы изгоняют из города Мстислава Юрьевича, сына Долгорукова. Ростислав Мстиславич сначала посылает в Великий Новгород своих сыновей Святослава и Давыда, а спустя три дня сам вступает в город[6][7].
- 1157—1158 — Ростислав Мстиславич второй раз становится новгородским князем[8].
- Март — киевская знать была отягощена самовластием (без «ряда» с киевлянами) правлением Юрия Владимировича и большим притоком суздальцев в Киев, затевает заговор[3].
- Начало мая — Ростислав Мстиславич направляет против Долгорукого своего сына Романа с полком, однако дело до войны не доходит из-за смерти Долгорукова[7].
- 15 мая — Юрий Владимирович скончался после 5-дневной болезни, начавшейся после пира у осьменника (сборщика торговых пошлин и налогов) Петрилы (возможно, был отравлен)[3].
- 16 мая — похороны князя Юрия Долгорукова в храме Спаса Преображения на Берестове (ныне в черте Киева) или близ него[3].

#### Правление Изяслава III Давыдовича
- 16 мая — Восстание киевлян против дружины Юрия Долгорукова[6].
- 19 мая — Изяслав Давыдович вторично занимает киевский престол. Стремясь удержать за собой Чернигов, однако согласился передать его Святославу Ольговичу в соответствии с заключённым ранее между ними договором[9].
- Изяслав Давыдович и люди освободили отправленного Юрием Долгоруким в Суздаль Ивана Ростиславича Берладника[9].
- Изяслав Давыдович жалует Святослава Владимировича — Черниговым. Это решение не устраивает Святослава Ольговича, который вместе с племянником Святославом Всеволодовичем подступает к городу, начав военные действия. Изяславу с полками приходится самому идти к Чернигову и примирять князей: Святослав Ольгович получает — Чернигов, а Святослав Всеволодович — Новгород-Северский[10].
- 1157—1164 — Святослав Ольгович становится черниговским князем[11].
- Изяслав Давыдович безуспешно пытается вернуть под свою власть Туровское княжество, захваченное Юрием Ярославичем[9].
- 1157—1164 — Святослав Всеволодович становится новгород-северским князем[12].
- 1157—1158 — Роман Ростиславич второй раз становится смоленским князем[13].
- Андрей Боголюбский стал Ростовским, Суздальским и Владимирским князем[14].
  - Дмитров, основанный в 1154 году, входит в состав Владимирского княжества[15].
- Андрей Боголюбский переносит свою столицу из Суздаля во Владимир, в результате чего Ростово-Суздальское княжество трансформировалось во Владимирское великое княжество[16].
- Князь-изгой служивший Юрию Долгорукому — туровский князь Юрий Ярославич, после смерти Юрия Долгорукого (ум. 1157) сумел восстановить самостоятельность Туровского княжества, отразив нападение на Туров в течение 10 недель. Войска отошли от города из-за начавшегося мора лошадей[10][17].
- Изяслав Давидович заключает мир с половцами[10].
- Первое упоминание в Ипатьевской летописи сел Свинусехъ (Свинюхи) (в 1964 году переименовано в Приветное), Хвалимичи[18].

## Начало правления
См.также: Список глав государств в 1157 году
- 1157—1158 — король Кастилии Санчо III.
- 1157—1188 — король Леона Фердинанд II (1137—1188).

## Родились
См. также: Категория:Родившиеся в 1157 году
- 8 сентября — Ричард I Львиное Сердце.
- Леопольд V (герцог Австрии).
- Альфонсо II Целомудренный.

## Скончались
См. также: Категория:Умершие в 1157 году
- 15 мая — Юрий Долгорукий, князь суздальский и великий князь киевский, основатель Москвы.
- Свен III (король Дании).
- Кнуд V (король Дании).
- Рамиро II (король Арагона).
- Альфонсо VII Кастильский.
- Эйстейн II Харальдссон.